# Großrumänien

Großrumänien und seine historischen Regionen (1919–1940)

Großrumänien (rumänisch România Mare, România interbelică oder România dodoloață) bezeichnet einerseits einen historischen Staat, andererseits ein politisches Konzept. Geschichtlich meint Großrumänien das Königreich Rumänien in der Zeit von 1919 bis 1940, als es seine größte territoriale Ausdehnung von 295.049 km² erreichte. Das politische Konzept Großrumänien ist die Vereinigung aller Rumänischsprachigen in einem Nationalstaat, besonders die Vereinigung von Rumänien und Moldau.

## Errichtung

Wappen des Königreichs Rumänien von 1921 bis 1947

Rumänien (das Altreich) erhielt nach dem Ersten Weltkrieg und dem Ungarisch-Rumänischen Krieg mehrere Territorien von Ungarn (Siebenbürgen und Teile von Banat, Kreischgebiet, Sathmar und Maramuresch), Österreich (Bukowina), Russland (Bessarabien) und Bulgarien (Rückgabe der Süddobrudscha). In diesen Gebieten wurde der Anschluss zu Rumänien durch Volksversammlungen gefordert. Die wichtigste darunter war die Nationalversammlung von Alba Iulia, die am 1. Dezember 1918 eine entsprechende Resolution beschloss. Dies wird in Rumänien bis heute am „Tag der Großen Einheit“ (Ziua Marii Uniri) – dem rumänischen Nationalfeiertag – gefeiert. In den meisten rumänischen Städten gibt es einen Platz der Einheit oder ein Einheitsdenkmal, um an dieses Ereignis zu erinnern. Von April bis August 1919 führten Rumänien und die Ungarische Räterepublik einen Krieg um diese Gebiete, den Rumänien gewann. Die territorialen Änderungen wurden später in den Pariser Vorortverträgen von Neuilly-sur-Seine (1919), Trianon und Sèvres (beide 1920) bestätigt. 

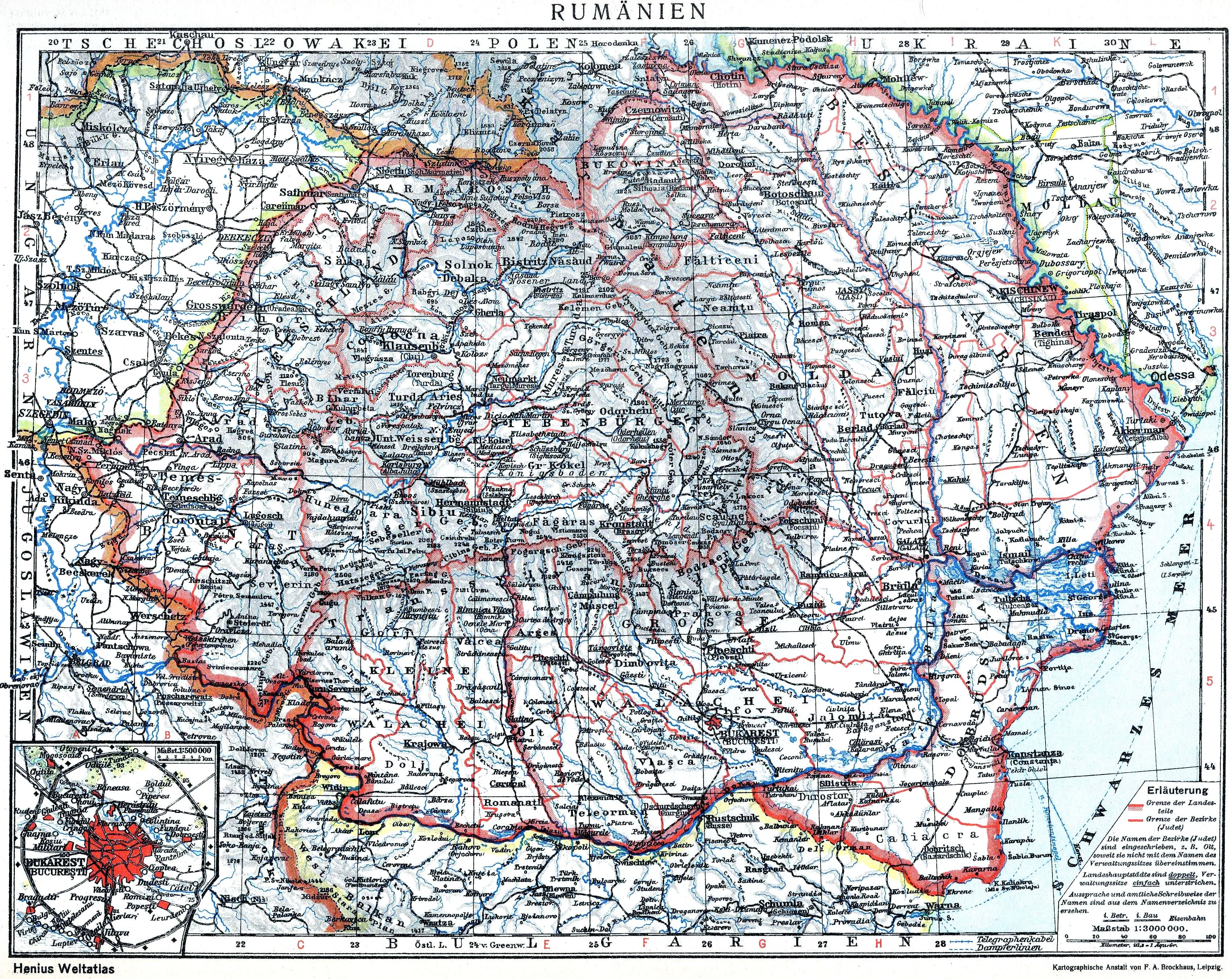
Großrumänien in einem Atlas von 1926

Ferdinand I. und Marie wurden am 15. Oktober 1922 in der eigens hierzu errichteten orthodoxen Kathedrale in Alba Iulia zu König und Königin von Großrumänien gekrönt. Am 29. März 1923 trat eine neue Verfassung in Kraft. Diese errichtete ein einheitliches, zentralistisches Verwaltungssystem für das ganze Land. Dieses wurde in 71 Județe eingeteilt, die jeweils einem von der Zentralregierung in Bukarest ernannten Präfekt unterstanden – ähnlich den französischen Départements. Regionale Autonomien – etwa für die Gebiete mit hohem ungarischen, ukrainischen, bulgarischen oder deutschen Bevölkerungsanteil – waren in dem laut Verfassung „einheitlichen und unteilbaren Nationalstaat“ nicht vorgesehen. Die Rumänisch-Orthodoxe Kirche wurde zwar nicht zur Staatskirche erklärt, aber doch ihre dominante Bedeutung für das Land in der Verfassung festgestellt. Viele der bislang von Ungarn und Deutschen dominierten Städte im zuvor habsburgischen Nordwestteil Großrumäniens wurden rumänisiert. Es gab eine rege Bautätigkeit, insbesondere von Regierungsgebäuden (Präfekturen) und orthodoxen Kirchen, die oft im als typisch rumänisch geltenden neobyzantinischen oder Neo-Brâncoveanu-Stil gestaltet wurden.
1929 wurde das Frauenwahlrecht bei Kommunalwahlen eingeführt, jedoch wurde es vom Bildungsgrad der Frauen, der sozialen Stellung und besonderen Verdiensten gegenüber der Gesellschaft abhängig gemacht. Die Verfassung von 1938 stellte Männer und Frauen in wahlrechtlicher Hinsicht gleich, und das Wahlgesetz von 1939 führte aus, dass Frauen und Männer, die lesen und schreiben konnten, ab 30 zu den Wahlen zugelassen waren.

Verteilung der Ethnien in den Kreisen Großrumäniens (Volkszählung 1930)

Laut der Volkszählung von 1930 hatte Großrumänien eine Bevölkerung von 18 Millionen Einwohnern, wovon die Rumänen als Titularnation 71,9 Prozent darstellten. Unter den nationalen Minderheiten waren etwa 1,4 Millionen Magyaren (Ungarn), 750.000 Deutsche, 730.000 Juden und 580.000 Ukrainer. In einigen Gebieten waren nicht-rumänische Ethnien sogar in der Mehrheit. Insbesondere in den Städten der neu angeschlossenen Gebiete waren Rumänen oft in der Minderheit. Die ethnischen Minderheiten waren recht schlecht in den rumänischen Staat integriert: Über die Hälfte von ihnen sprach kein Rumänisch, was jedoch die einzige Amtssprache war.

## Zerfall

Gebietsverluste 1940: an die Sowjetunion (dunkelorange), Ungarn (rosa) und Bulgarien (gold)

Rumänien wandte sich ab 1934 dem nationalsozialistischen Deutschland zu. Nach Beginn des Zweiten Weltkriegs und der sich daran anschließenden territorialen Neuordnung Europas im Hitler-Stalin-Pakt verlor Rumänien große Teile seines Staatsgebietes: Im Sommer 1940 wurden die Nordbukowina, das Herza-Gebiet und Bessarabien von der Sowjetunion besetzt, die Süddobrudscha wurde an Bulgarien, das nördliche Siebenbürgen an Ungarn (→ Zweiter Wiener Schiedsspruch) abgetreten.
Karl II. ging nach diesen Verlusten ins Exil, woraufhin die Macht faktisch an den neuen Ministerpräsidenten und Marschall Ion Antonescu fiel. Dieser errichtete ein faschistisches Regime, und Rumänien trat den Achsenmächten bei. 1941 beteiligte sich Rumänien im Zweiten Weltkrieg am zunächst erfolgreichen deutschen Überfall auf die Sowjetunion, worauf die ein Jahr zuvor sowjetisch besetzten Gebiete wieder rumänisch wurden. Außer Bessarabien und dem Norden der Bukowina kam auch die von den Rumänen Transnistrien genannte Region zwischen den Flüssen Dnjestr und Bug hinzu. Die erfolgreiche Operation Jassy-Kischinew der Roten Armee im August 1944 führte zum Sturz Antonescus und zum Frontwechsel Rumäniens. Im Verlauf des Zweiten Weltkriegs verlor Rumänien rund 378.000 Soldaten und Zivilisten. Die rumänische Regierung war im Rahmen des NS-Völkermords an der Ermordung von etwa 270.000 rumänischen Juden aktiv beteiligt.
Rumänien erhielt zwar Nordsiebenbürgen zurück, musste jedoch Bessarabien, das Herza-Gebiet und die Nordbukowina der Sowjetunion belassen. In den Pariser Friedensverträgen (1947) erkannte Rumänien schließlich auch offiziell den Verlust dieser Territorien an. Darüber hinaus musste Rumänien im Mai 1948 auch noch die Schlangeninsel an die Sowjetunion abtreten. Der Hauptteil dieser Gebiete wird heute von der eigenständigen Republik Moldau gebildet, der Rest (Budschak und die heutige Oblast Tscherniwzi sowie die Schlangeninsel) gehört zur Ukraine.
Das heutige Rumänien entspricht mit einer Fläche von 238.391 km² etwa 80 Prozent der Ausdehnung Großrumäniens.
Der Begriff wird, besonders nach Ende der kommunistischen Herrschaft in Rumänien, auch in einem irredentistischen Zusammenhang benutzt, nicht zuletzt von der Partidul România Mare (Partei Großrumänien).